# European Gravimetric Geoid
Das European Gravimetric Geoid (engl., dt. europäisches gravimetrisches Geoid) ist eine in den 1970er Jahren begonnene genaue Geoidbestimmung, die in Kooperation zahlreicher geodätischer Institute von Mittel- und Westeuropa begann.
Sie beruht auf engmaschigen gravimetrischen Messungen in Europa und verschieden genauen Kugelfunktions-Entwicklungen des Schwerepotentials in den außereuropäischen Gebieten. Das Projekt hatte das Zentimeter-Geoid zum Ziel, das aber erst ab ca. 2000 durch Kombination mit dem Astrogeoid und Satellitendaten erreicht werden konnte.
Die Initiative ging von Deutschland, Österreich und der Schweiz aus und wurde um 1990 von der IAG-Kommission 2 in größerem Umfang weiterentwickelt.